# Thief: The Dark Project
Thief: The Dark Project är ett sneak 'em up-spel utvecklat av Looking Glass Studios och utgivet av Eidos Interactive till Microsoft Windows år 1998.

## Handling
Spelets huvudperson Garrett växte upp som föräldralös i staden (som endast kallas The City) och fick stjäla till sig mat fram till den dag då han fick möjligheten att gå med The Order of the Keepers (eller bara Keepers), en möjlighet som han tog. Innan han blev färdig med sin träning till Keeper bröt han sig dock fri och startade en ny karriär som tjuv. Snart hade han förtjänat sig titeln mästertjuv (master thief).
Efter några mindre uppdrag får Garrett kontakt med en man som kallar sig Constantine och som har ett viktigt uppdrag åt Garrett. Uppdraget gäller en magisk artefakt kallad The Eye som Garrett blir lovad en stor belöning för att stjäla. När han återvänder med artefakten visar det sig att han blivit förrådd och Constantine visar sig vara den gud som av den religiösa gruppen Pagans kallas Trickster eller Woodsie Lord och som planerar att använda artefakten i en ondskefull ritual. Av en annan religiös orden kallad The Order of the Hammer, som han tidigare haft en fientlig relation till, får han nu hjälp att stoppa Trickster innan det är för sent.